# Euparthenos apache
Euparthenos apache là một loài bướm đêm trong họ Erebidae.